# 주 장왕
주 장왕(周 莊王)은 주나라의 제15대 왕(재위: 기원전 696년 ~ 기원전 682년)이다. 성은 희(姬), 이름은 타(佗)이다. 주 환왕의 아들이다.

## 생애
기원전 694년, 주공 흑견이 장왕을 살해하고 장왕의 동생인 왕자 극을 옹립하려던 계획을 대부 신백에게 들었다. 흑견은 장왕과 신백에게 살해되었고 왕자 극은 남연(현재의 허난성 옌진 현에 있던 나라)으로 피신하였다.
재위 15년 만에 죽어, 아들 호제가 희왕으로 즉위했다. 그러나 사랑하는 첩 왕요(王姚)가 낳은 아들 왕자 퇴(頹)를 사랑해 대부 위국(蔿國)을 자퇴의 스승으로 삼았고, 나중에 자퇴는 조카 혜왕을 몰아내기에 이르렀다.